# Бабна Гора (Шмарје при Јелшах)
Бабна Гора (словен. Babna Gora) је насељено место у општини Шмарје при Јелшах, Савињска регија, Словенија.

## Историја
До територијалне реорганизације у Словенији била је у саставу старе општине Шмарје при Јелшах.

## Становништво
У попису становништва из 2011. године, Бабна Гора је имала 117 становника.
| Број становника према пописима | Број становника према пописима | Број становника према пописима |
| ------------------------------ | ------------------------------ | ------------------------------ |
| 1991                           | 2002                           | 2011                           |
| 120                            | 112                            | 117                            |